# Christian Hoffmann
Christian Hoffmann (Aigen im Mühlkreis, 22 december 1974) is een Oostenrijks langlaufer.

## Carrière
Hoffmann won tijdens de spelen van 1998 de bronzen medaille op de estafette. In 1999 werd Hoffmann in eigen land wereldkampioen op de estafette. Hoffmann eindigde tijdens de Olympische Winterspelen 2002 als tweede op de 30 kilometer achter de Spanjaard Johann Mühlegg. Omdat Mühlegg betrapt werd op het gebruik van doping ontving Hoffmann in 2004 de olympische gouden medaille voor de 30 kilometer van twee jaar eerder.

## Belangrijkste resultaten

### Olympische Winterspelen
| Editie | Plaats         | Resultaten           |
| ------ | -------------- | -------------------- |
| 1998   | Nagano         | 50 km · 9e estafette |
| 2002   | Salt Lake City | 30 km · 4e estafette |

### Wereldkampioenschappen langlaufen
| Jaar | Plaats              | Resultaten           |
| ---- | ------------------- | -------------------- |
| 1997 | Trondheim           | 22e 30 km            |
| 1999 | Ramsau am Dachstein | 7e 30 km · estafette |
| 2001 | Lahti               | 5e 50 km             |
| 2003 | Val di Fiemme       | 10e 50 km            |
| 2005 | Oberstdorf          | 5e estafette         |
| 2007 | Sapporo             | 16e 15 km            |
| 2009 | Liberec             | 24e 50 km            |